# Prosser (Nebraska)
Prosser je selo u američkoj saveznoj državi Nebraska. Prema popisu stanovništva iz 2010. u njemu je živjelo 66 stanovnika.